# Kršćanstvo u Andori
Kršćanstvo je najzastupljenija vjera u Andori.

## Povijest
Andora je jednim od krajeva gdje se kršćanstvo rano proširilo. Pripadalo je zapadnom kršćanskom krugu. Arapskim osvajanjima primicao se islam koji se nije ukorijenio. Katolička rekonkvista rješava pitanje islama, a protestantski pokret poslije također se nije ukorijenio. Sve do danas dominira rimokatoličanstvo.

## Broj vjernika
Procjene koje navodi CIA za 2011. godinu govore o sljedećem vjerskom sastavu:
- rimokatolici su prevladavajući

## Galerija
- Širenje kršćanstva u Europi i na Sredozemlju.
- Europa u doba velike podjele 1054. godine.
- Religija u Europi, na Sredozemlju i na Bliskom Istoku 1100.
- Religije u Europi 1560.